# Беззубенко, Ольга Денисовна
Ольга Денисовна Беззубенко, в девичестве — Микитенко (укр. Ольга Денисівна Беззубенко; 13 октября 1922 год, село Тарасовка — октябрь 2007 год, село Тарасовка, Карловский район, Полтавская область) — колхозница, звеньевая колхоза имени Кагановича Карловского района Полтавской области, Украинская ССР. Герой Социалистического Труда (1948).

## Биография
Родилась 13 октября 1922 года в крестьянской семье в селе Тарасовка. В 1935 году получила начальное образование в родном селе. С 14-летнего возраста трудилась разнорабочей в колхозе имени Кагановича (позднее — имени Островского) в селе Тарасовка. Во время германской оккупации была принудительно вывезена в 1942 году в Третий Рейх, где работала в Вене на военном заводе до 1945 года.
После возвращения на родину продолжила работать в колхозе имени Островского в родном селе. Была назначена звеньевой полеводческого звена. В 1947 году звено собрало в среднем по 30,9 центнера пшеницы с каждого гектара с участка площадью 14,8 гектаров. В 1948 году была удостоена звания Героя Социалистического Труда «за получение высоких урожаев пшеницы, ржи и сахарной свеклы при выполнении колхозом обязательных поставок и натуроплаты за работы МТС в 1947 году и обеспеченности семенами зерновых культур для весеннего сева 1948 года».
В 1977 году вышла на пенсию. Проживала в Тарасовке, где скончалась в 2007 году.

## Награды
- Герой Социалистического Труда — указом Президиума Верховного Совета СССР от 10 мая 1948 года
- Орден Ленина
- Медаль «За трудовую доблесть» — дважды (1949, 1970).